# 瑙恩
瑙恩（德語：Nauen）是德国勃兰登堡州的一个市镇，隶属于哈弗尔兰县。总面积为268.11平方千米，截至2020年总人口为18182人。